# Broad Peak
Broad Peak, eller Faichan Kangri, (oprindelig kaldt K3) er verdens tolvte højeste bjerg, 8.047 moh. Broad Peak ligger i bjergkæden Karakoram i det nordlige Pakistan, 8 kilometer fra K2. Bjerget er en del af Gasherbrum-gruppen. Broad Peak fik sit navn pga. den langstrakte top, som er 1,5 kilometer i udstrækning.
Broad Peak blev første gang besteget af de Østrigske klatrere Hermann Buhl, Kurt Diemberger, Marcus Schmuck og Fritz Wintersteller 9. juni 1957.